# Iskulen (Peter-I.-Insel)
Iskulen (norwegisch für Eisbeule) ist ein Eisdom auf der westantarktischen Peter-I.-Insel. Im Norden der Von-Bellingshausen-Küste trennt er den Tåbreen vom Hælbreen.
Wissenschaftler des Norwegischen Polarinstituts benannten ihn 1988.